# Kamienna Góra
Kamienna Góra (udtale: [kaˈmʲɛnːa ˈɡura]; tysk: Landeshut, tjekkisk: Lanžhot eller Kamenná Hora; schlesisk: Kamiynnŏ Gōra) er en by  i  den sydlige del af  Voivodskabet Nedre Schlesien i det sydvestlige Polen.  Byen  har 18.425(2021) indbyggere og et areal på 17,97 km².  Den er administrationsby i  powiatet (amt) Kamienna Góra.
Kamienna Góra ligger ved floden Bóbr  mellem Stenbjergene og Rudawy Janowickie ved den gamle handelsrute fra Schlesien til Prag, i dag en del af nationalvej nr. 5. Den ligger cirka 95 km sydvest for den regionale hovedstad Wrocław.

## Historie
Området var en del af Stormæhren i tidlig middelalder, og blev en del af den fremvoksende polske stat i det 10. århundrede under dens første hersker Mieszko 1. af Polen.  I tiden med Polens fragmentering  under Piast-dynastiet var det en del af hertugdømmerne Schlesien, Legnica, Jawor og Świdnica. I begyndelsen af det 13. århundrede opførte den polske hertug Henrik den skæggede et forsvarsslot på stedet, på grund af dets nærhed til den Polsk–Bøhmiske grænse.  Bopladsen blev nævnt i dokumenter fra 1232 (som Landeshut) og 1249 (som Landishute og Landishute forensis auch Camena Gora). I 1254 gav den Piast hertug Bolesław 2. den Skaldede af Legnica området til Benediktinerklosteret i Opatovice (i det østlige Bøhmen), som allerede havde etableret Krzeszów kloster ved den nærliggende by Krzeszów. Da klosteret overgik til cistercienserne i 1289, blev Kamienna Góra erhvervet af hertug Bolko 1. den Strenge af Świdnica, som udvidede det som en højborg mod det nærliggende Kongeriget Bøhmen og tildelte byrettigheder i 1292. I 1295 slog polakkerne en bøhmisk invasion tilbage, og Bolko 1. erklærede, at han ikke ville tillade nogen bøhmisk eller tysk hersker i Schlesien.

## Gallery
- Kamienna Góra med Karkonosze bjergene i baggrunden
- Rådhus
- Vævemuseum (Muzeum Tkactwa)
- Rehabiliterings Center
- Gotisk Sankt Peter og Paul kirke
- Barokkirke Vor Frue af Rosenkransen
- Kulturcenter
- Arkitektoniske dekorationer på et af de gamle byhuse
- Socialkontor
- Gymnasium (Liceum ogólnokształcące)
- Jernbanestation
- Ruiner af Grodztwo Slot
- Mindesten for myrdede fanger i den lokale afdeling af den nazistiske koncentrationslejr  Gross-Rosen ]
- Jesu Hellige hjertes kirke
- Retsbygning